# 安田政彦
安田 政彦（やすだ まさひこ、1958年（昭和33年） - ）は、日本の歴史学者、帝塚山学院大学教授。

## 来歴
石川県生まれ。1981年（昭和56年）関西学院大学文学部史学科卒業、1985年（昭和60年）同大学院博士課程後期課程単位取得退学。1999年（平成11年）「平安時代皇親の研究」で関西学院大学博士 (歴史学)。帝塚山学院大学国際文化学部助教授、リベラルアーツ学部教授。

## 著書
- 『平安時代皇親の研究』（吉川弘文館、1998年（平成10年））	オンデマンド版　2023年（令和5年）ISBN 9784642723305
- 『平安京のニオイ』（吉川弘文館、歴史文化ライブラリー、2007年（平成19年））ISBN 9784642056243
- 『災害復興の日本史』（吉川弘文館、歴史文化ライブラリー、2013年（平成25年））ISBN 9784642057615
- 『平安時代の親王と政治秩序-処遇と婚姻』（吉川弘文館、2024年（令和5年））ISBN 9784642046848

## 参考
- [ISBN　978-4-642-05761-5]
- J-GLOBAL